# 마르코 페차이올리
마르코 페차이올리(1968년 11월 16일 ~ )는 독일의 전 축구 선수이자 현재 지도자이다. 2004년부터 2005년까지 대한민국 K리그의 수원 삼성 블루윙즈에서 수석 코치를 역임하였다. 수원에서 코치로 활동할 당시 한국인 여성을 만나 결혼하였다.